# Ideal fracționar
În matematică, în special în algebra comutativă, noțiunea de ideal fracționar este introdusă în contextul domeniilor de integritate și este deosebit de fructuoasă în studiul domeniilor Dedekind⁠(d). Într-un anumit sens, idealele fracționare ale unui domeniu de integritate sunt la fel cu idealele în care  sunt permiși numitorii. În contextele în care se discută atât despre idealele fracționare cât și despre idealele obișnuite, pentru claritate acestea din urmă sunt uneori numite ideale întregi.

## Definiție și noțiuni de bază
Fie {\displaystyle R} un domeniu de integritate, iar {\displaystyle K=\operatorname {Frac} R} corpul său de fracții.
Un ideal fracționar al {\displaystyle R} este un {\displaystyle R}-submodul⁠(d) {\displaystyle I} al {\displaystyle K} astfel încât să existe un {\displaystyle r\in R} nenul, astfel încât {\displaystyle rI\subseteq R}. Elementul {\displaystyle r} poate fi considerat ca înlocuind numitorii din {\displaystyle I}, de unde și denumirea de ideal fracționar.
Idealele fracționare principale sunt acele {\displaystyle R}-submodule ale {\displaystyle K} generate de un singur element nenul din {\displaystyle K}. Un ideal fracționar {\displaystyle I} este conținut în {\displaystyle R} dacă și numai dacă este un ideal (întreg) al lui {\displaystyle R}.
Un ideal fracționar {\displaystyle I} se numește inversabil dacă există un alt ideal fracționar {\displaystyle J} astfel încât
{\displaystyle IJ=R}
unde
{\displaystyle IJ=\{a_{1}b_{1}+a_{2}b_{2}+\cdots +a_{n}b_{n}:a_{i}\in I,b_{j}\in J,n\in \mathbb {Z} _{>0}\}}
este produsul celor două ideale fracționare.
Mulțimea idealelor fracționale inversabile formează un grup abelian în raport cu produsul de mai sus, unde unitatea este idealul unitate {\displaystyle (1)=R} însuși. Acest grup este numit grupul idealelor fracționare al lui {\displaystyle R}. Idealele fracționare principalele formează un subgrup. Un ideal fracționar (nenul) este inversabil dacă și numai dacă este proiectiv⁠(d) ca {\displaystyle R}-modul⁠(d). Din punct de vedere geometric, asta înseamnă că un ideal fracționar inversabil poate fi interpretat ca fibrat vectorial⁠(d) de rangul 1 peste schema afină⁠(d) {\displaystyle {\text{Spec}}(R)}.
Orice {\displaystyle R}-submodul finit generat⁠(d) din K este un ideal fracționar și dacă {\displaystyle R} este noetherian⁠(d) acestea sunt toate idealele fracționale ale lui {\displaystyle R}.

## Domenii Dedekind
În domeniile Dedekind⁠(d), situația este mult mai simplă. În special datorită faptului că orice ideal fracționar nenul este inversabil. De fapt, această proprietate caracterizează domeniile Dedekind:
Un domeniu de integritate este un domeniu Dedekind dacă și numai dacă orice ideal fracționar nenul este inversabil.
Mulțimea idealelor fracționare peste un domeniu Dedekind {\displaystyle R} se notează {\displaystyle {\text{Div}}(R)}.
Grupul său factor de ideale fracționare în funcție de subgrupul de ideale fracționare principale este un invariant important al unui domeniu Dedekind, numit grupul clasei de ideale⁠(d).

## Corpuri de numere
Pentru cazul particular al corpului de numere⁠(d) {\displaystyle K} (cum ar fi {\displaystyle \mathbb {Q} (\zeta _{n})}) există un inel asociat notat {\displaystyle {\mathcal {O}}_{K}} numit inelul întregilor lui {\displaystyle K}. De exemplu, {\displaystyle {\mathcal {O}}_{\mathbb {Q} ({\sqrt {d}}\,)}=\mathbb {Z} [{\sqrt {d}}\,]} pentru {\displaystyle d} liber de pătrate și congruent⁠(d) cu {\displaystyle 2,3{\text{ }}({\text{mod }}4)}. Proprietatea cheie a acestor inele {\displaystyle {\mathcal {O}}_{K}} este că sunt domenii Dedekind. Prin urmare, teoria idealelor fracționare poate fi descrisă pentru inelele de numere întregi ale corpurilor de numere. De fapt, teoria corpurilor de clase⁠(d) este studiul unor astfel de grupuri ale claselor de inele.

### Structuri asociate
Pentru inelul de întregi {\displaystyle {\mathcal {O}}_{K}} al unui corp de numere, grupul de ideale fracționare formează un grup notat {\displaystyle {\mathcal {I}}_{K}}, iar subgrupul de ideale fracționare principale este notat {\displaystyle {\mathcal {P}}_{K}}. Grupul clasei de ideale este grupul de ideale fracționare modulo idealele fracționare principale, deci
{\displaystyle {\mathcal {C}}_{K}:={\mathcal {I}}_{K}/{\mathcal {P}}_{K}}
iar numărul claselor sale, {\displaystyle h_{K}}, este ordinul grupului, {\displaystyle h_{K}=|{\mathcal {C}}_{K}|}. Într-un fel, numărul de clase este o măsură pentru cât de „departe” este inelul întregilor {\displaystyle {\mathcal {O}}_{K}} de a fi un inel factorial. Acest lucru se datorează faptului că {\displaystyle h_{K}=1} dacă și numai dacă {\displaystyle {\mathcal {O}}_{K}} este un inel factorial.

## Exemple
- {\displaystyle {\frac {5}{4}}\mathbb {Z} } este un ideal fracționar peste {\displaystyle \mathbb {Z} }
- Pentru {\displaystyle K=\mathbb {Q} (i)} idealul {\displaystyle (5)} se factorizează în {\displaystyle {\mathcal {O}}_{\mathbb {Q} (i)}=\mathbb {Z} [i]} drept {\displaystyle (2-i)(2+i)}
- În {\displaystyle \mathbb {Q} _{\zeta _{3}}} există factorizarea {\displaystyle (3)=(2\zeta _{3}+1)^{2}}. Acest lucru se datorează faptului că dacă se înmulțește, se obține

{\displaystyle {\begin{aligned}(2\zeta _{3}+1)^{2}&=4\zeta _{3}^{2}+4\zeta _{3}+1\\&=4(\zeta _{3}^{2}+\zeta _{3})+1\end{aligned}}}
Deoarece {\displaystyle \zeta _{3}} satisface relația {\displaystyle \zeta _{3}^{2}+\zeta _{3}=-1}, factorizarea are sens.
- În {\displaystyle \mathbb {Q} ({\sqrt {-23}})} se pot înmulți idealele fracționare

{\displaystyle I=(2,(1/2){\sqrt {-23}}-(1/2))} și {\displaystyle J=(4,(1/2){\sqrt {-23}}+(3/2))}
pentru aobține idealul
{\displaystyle IJ=(-(1/2){\sqrt {-23}}-(3/2)).}